# Santana (албум)
Santana е албумът, с който латинската рок група Сантана прави своята първа крачка към световната музикална сцена. По състав е предимно инструментална музика, като записът е направен от джем група, която свободно музицира. По идея на мениджъра Бил Греъм, групата се захваща с по-обичайни песни, но съумява да запази импровизаторското в музиката си.
Съдбата на записа е да се превърне в касова продукция, като получава летящ старт от изпълнение на фестивала в Удсток, проведен по-рано през август. Въпреки че Jingo не се преборва в класациите (едва №56), Evil Ways, вторият сингъл от албума, влиза в Топ 10 на Щатите. Албумът се извисява до четвърта позиция в класацията Билборд 200 на поп албумите. Тя има миксирана версия и излиза както в стерео, така и куадрофонно.